# Foot-Ball Club Internazionale-Naples
Il Foot-Ball Club Internazionale-Naples, meglio noto come F.B.C. Internaples, è stata una società calcistica di Napoli.
La squadra è nata dalla fusione tra Naples ed Internazionale Napoli nel 1922. I suoi calciatori erano detti "i poulains" (i puledri), probabilmente in omaggio al Corsiero del Sole, antico simbolo della città partenopea. Il suo più importante risultato ottenuto è il raggiungimento della Finale della Lega Sud, poi persa contro l'Alba di Roma, nella stagione 1925-1926, che le valse l'ammissione in Divisione Nazionale. L'Internaples cessò de facto di esistere nell'agosto 1926, quando Giorgio Ascarelli, presidente da un anno del sodalizio azzurro, accolse nuovi soci e cambiò la denominazione sociale in Associazione Calcio Napoli, italianizzandola in ossequio al regime fascista.
Nel 1944 alcuni vecchi soci ricostituirono il club con la denominazione di U.S. Internaples. Vincenzo Milano ne fu il presidente fino al 1950. La nuova società tuttavia non ottenne risultati di rilievo in ambito calcistico, concentrandosi soprattutto sul ciclismo. È considerata la più antica società ciclistica campana. In seguito alla fusione con il G.S. Milano Sport ha assunto la denominazione di U.S. Internaples Milano Sport.

## Storia

### La nascita

Una formazione del campionato 1922-1923

Nell'ottobre del 1922 (presumibilmente sabato 14) i bleu-celesti del Naples e i bleu dell'US Internazionale di Napoli (questi ultimi poco tempo prima avevano assorbito parzialmente il Pro Napoli) attuarono una nuova fusione, resa necessaria da esigenze di carattere finanziario, e diedero così vita al Foot-Ball Club Internazionale-Naples, spesso abbreviato in Internaples.
La società capofila della fusione fu l'Internazionale. I colori dell'Internaples coincidevano grossomodo con quelli dell'Internazionale (entrambi i club erano soprannominati i bleu, mentre il Naples era soprannominato i bleu-celesti); il primo presidente del nuovo sodalizio fu Emilio Reale, alla guida dell'Internazionale al momento della fusione, e prima di trasferirsi all'Arenaccia, l'Internaples disputò le proprie partite interne ad Agnano, nello stesso campo dell'Internazionale, e non al campo di Bagnoli, dove giocava il Naples. Nelle settimane precedenti e successive alla nascita dell'Internaples, il neonato club era spesso chiamato semplicemente "Internazionale" dalla stampa, e alcuni soci del Naples contrari alla fusione rifondarono la società bluceleste che ripartì dalle serie minori, festeggiando nel febbraio 1926 il ventennale; inoltre, una lettera del 1931 che Serracapriola, presidente del Napoli, inviò all'ex calciatore Minter accennava "alla vecchia, modesta Internazionale che è diventata oggi il possente Napoli".

### I campionati nella massima serie nazionale
La squadra venne subito iscritta al campionato di Prima Divisione Lega Sud (allora la Massima Divisione), in quanto categoria di merito sia di Naples che di Internazionale. Nel frattempo, la Puteolana, finalista della Lega Sud nella stagione precedente, non si iscrisse al Campionato di Prima Divisione 1922-23, ma ciò non bastò all'Internaples per riconquistare il dominio regionale, venendo in quegli anni il Campionato Campano e quello centro-meridionale dominato dal Savoia di Torre Annunziata (che nel 1924 raggiunse addirittura la Finalissima contro il Genoa venendo sconfitta con onore per 3-1 e 1-1).
Nella sua prima stagione l'Internaples, nonostante alcune difficoltà iniziali (come la sconfitta in trasferta con lo Stabia, poi ribaltata a tavolino, e la sconfitta casalinga con la Cavese), si classificò al secondo posto nel campionato campano dietro al Savoia e davanti allo Stabia qualificandosi così alle semifinali interregionali Lega Sud dove arrivò ultima nel girone B senza racimolare nemmeno un punto.
Nella stagione successiva l'Internaples arrivò di nuovo secondo nel campionato campano, avendo la meglio su Cavese e Bagnolese anche a causa di alcuni risultati cambiati a tavolino dal Comitato Regionale Campano, qualificandosi di nuovo alle semifinali Lega Sud dove si classificò al terzo posto dietro Alba di Roma e Pro Italia di Taranto. All'assemblea dei soci di luglio 1924 Emilio Reale fu riconfermato presidente dell'Internaples.
Nella stagione successiva la squadra, allenata da Bino Shasa, non riuscì neppure a superare la fase regionale, chiudendo terza nel girone campano dietro al solito Savoia e alla sorpresa Cavese e mancando per un solo punto la qualificazione alle Semifinali di Lega. Gli scontri diretti con la Cavese ebbero come esito due pareggi, ma due fattori determinarono l'eliminazione prematura dell'Internaples: il pareggio casalingo con il Savoia (contro il quale invece la Cavese aveva vinto), partita in cui peraltro l'Internaples recriminò per un gol dubbiosamente annullato a Pino Ghisi, e la decisione della Presidenza Federale, presa a campionato regionale ultimato, di annullare per irregolarità la partita Salernitanaudax-Cavese 2-0 e di farla ripetere il 29 marzo 1925: i salernitani tuttavia diedero forfait permettendo alla Cavese di sorpassare in extremis l'Internaples sottraendole la qualificazione inizialmente conseguita.

Lettera di un tifoso al settimanale Tutti Gli Sports sulla finale di Roma

Nell'estate del 1925, tuttavia, il Savoia e la Cavese non riuscirono ad iscriversi alla Prima Divisione, e l'Internaples, rinforzato dagli arrivi, voluti dal nuovo presidente Giorgio Ascarelli, dell'allenatore Carlo Carcano (che nella prima parte della stagione scese anche in campo giocando le sue ultime partite da calciatore) e di un giovane Giovanni Ferrari, ex giocatori dell'Alessandria e da un diciassettenne Attila Sallustro promosso dalle giovanili riuscì a riconquistare il primato regionale laureandosi Campione di Campania lasciandosi alle spalle la Bagnolese e accedendo così alle Semifinali di Lega Sud. Vinto anche il Girone A delle Semifinali di Lega Sud avendo la meglio sulla Fortitudo di Roma, affrontò nella Finale di Lega Sud l'Alba di Roma, vincitrice dell'altro girone di semifinale dopo un acceso testa a testa con la Bagnolese. Nella gara di andata, disputata a Roma, l'Internaples venne travolto 6-1, compromettendo la qualificazione alla Finalissima per lo scudetto, in quanto, proprio in quella stagione, fu introdotto il quoziente reti per discriminare i pari merito in classifica. Al ritorno l'Internaples riuscì a portarsi in vantaggio, ma necessitando di vincere con uno scarto di almeno cinque reti per pareggiare non solo i punti in classifica ma anche il quoziente reti (o addirittura a portarlo a proprio favore in caso di vittoria con almeno sei gol di scarto), si espose ai contropiedi, ragion per cui l'Alba riuscì a pareggiare, chiudendo il discorso qualificazione e laureandosi campione del Sud con 3 punti contro il solo punto dell'Internaples. All'intervallo e dopo la fine dell'incontro si verificarono dei gravi incidenti: la frangia più violenta del tifo partenopeo, volendo vendicarsi dell'aggressione subita all'andata da una parte dei sostenitori albini, aggredì tifosi e giocatori albini, costringendo le forze pubbliche a intervenire. Questi gravi incidenti portarono a pesanti sanzioni: l'Internaples fu multato di 2000 lire e i suoi due campi (l'Arenaccia e quello di Agnano) furono squalificati fino al 30 settembre, per cui il Napoli dovette trasferirsi sul campo della Bagnolese, e inoltre alla società fu intimato di denunciare ed eventualmente radiare, nel caso si trattasse di propri soci, i facinorosi responsabili degli incidenti, pena sanzioni ancora più pesanti (che potevano arrivare fino all'esclusione dal campionato). L'allenatore Carcano e l'attaccante Ferrari, constatato il clima agitato, decisero di lasciare la squadra tornando all'Alessandria.

### La nascita dell'Associazione Calcio Napoli
Nel frattempo, con l'approvazione della Carta di Viareggio, il 2 agosto 1926 l'Internaples ottenne l'ammissione al nuovo campionato di massima serie unificato tra Nord e Sud, la Divisione Nazionale, ufficialmente in virtù del primo posto conseguito nel Campionato Campano, ma anche per il raggiungimento della Finale di Lega Sud. Insieme all'Internaples, ottennero l'ammissione alla Divisione Nazionale gestita dal Direttorio Divisioni Superiori, l'antesignano dell'odierna Lega Calcio, anche i sodalizi capitolini Alba Roma e Fortitudo Pro Roma (prima e seconda classificata nel Campionato laziale). Stante il divario tra Nord e Sud, delle 20 squadre partecipanti alla Divisione Nazionale 1926-1927, solo 3 provenivano dal Sud contro le 17 del Nord. 
Il 25 agosto 1926, in seguito all'ammissione in Divisione Nazionale, l'assemblea dei soci dell'Internaples decise di cambiare il nome della società in Associazione Calcio Napoli. A spingere il presidente Giorgio Ascarelli a cambiare denominazione alla società fu probabilmente il fatto che il nome Internaples era sgradito al regime fascista in quanto costituito da Inter (abbreviazione di Internazionale, che a sua volta ricordava l'Internazionale Comunista, nemica politica del regime) e da Naples (osteggiato in quanto termine straniero), per cui Ascarelli ritenne opportuno rimuovere Inter dalla denominazione e sostituire l'anglofono Naples con il vero nome della città (Napoli). Ad alcuni giornali ci volle del tempo per abituarsi alla nuova denominazione: nel settembre 1926 alcuni quotidiani romani (tra cui L'Impero) riportarono la notizia che i biancocelesti capitolini si erano recati a Napoli per affrontare in amichevole l'"Internaples" (chiamata correttamente "A.C. Napoli", invece, da altri periodici), mentre il quotidiano livornese Il Telegrafo il 4 ottobre 1926 scrisse che alla prima giornata di Divisione Nazionale 1926-1927 l'"Internaples" era stata sconfitta dall'Inter per 3-0 e che inoltre la partita tra Fiorentina e Pisa era stata arbitrata da Reichlin dell'"Internaples". A partire dalla seconda giornata Il Telegrafo cominciò a usare "Napoli" in luogo dell'erroneo "Internaples".

### La rifondazione dell'Internaples durante la seconda guerra mondiale
Nel 1944, nel corso della seconda guerra mondiale e dopo la liberazione alleata di Napoli, l'Internaples venne rifondato da alcuni vecchi soci. Vincenzo Milano ne fu il presidente fino al 1950. Il club rifondato era denominato "U.S. Internaples" e le sue casacche erano granata, elementi di discontinuità con il vecchio club trasformatosi nel Napoli (la cui denominazione era "F.B.C. Internazionale-Naples" con casacche azzurre). L'Internaples prese parte alla Coppa della Liberazione 1944, classificandosi al terzo posto a soli due punti dal vincitore della competizione, e poi al Campionato campano misto di Divisione Nazionale 1945, nel quale non andò oltre il settimo posto. 
Nella stagione 1945-46 disputò il campionato campano di Prima Divisione, riuscendo a qualificarsi addirittura alla Finalissima per il titolo di campione campano, disputata ad Avellino il 4 agosto 1946 contro l'Angri: alla fine fu proprio l'Internaples a vincere l'incontro (3-2), laureandosi campione campano di Prima Divisione. Tuttavia, malgrado la vittoria del campionato, l'U.S. Internaples rinunciò alla promozione alla Serie C.
Nella stagione 1946-47 disputò di nuovo il campionato di Prima Divisione Campana venendo inserita nel Girone A. Nella stagione successiva, il 26 febbraio 1948, affrontò in una gara di campionato la squadra riserve del Napoli, perdendo per 7-0 e schierando Perroni, Feliciati e Rizzo; Canonico, Capuano e Di Giovanni; Caromante, Raganà, Di Lorenzo I, Vitolo e Di Lorenzo II.
Fino almeno al 1953 l'U.S. Internaples giocò nella Prima Divisione campana, per poi far perdere le proprie tracce almeno in ambito calcistico. Ben più rilevante è stato il contributo in ambito ciclistico, essendo considerata la più antica società ciclistica campana. Dopo la fusione con il G.S. Milano Sport ha cambiato denominazione in U.S. Internaples Milano Sport.

## Colori e simboli

### Colori
Il club andò a recuperare buona parte dell'eredità cromatica delle sue progenitrici, conservando l'azzurro, il bianco e il celeste: scomparve, invece, il blu notte.
La divisa adottata dall'Internaples era costituita da maglia azzurra, con colletto celeste, calzoncini bianchi e calzettoni azzurri.

### Simboli ufficiali

#### Stemma
Allorquando Naples e Internazionale confluirono nell'Internaples, emblema del riunificato club divenne un rombo azzurro — colore predominante delle nuove casacche — bordato di bianco; all'interno della bordura, in oro, compariva la scritta UNIONE SPORTIVA INTERNAPLES, con la «N» contenuta nel nome Internaples collocata, in posizione verticale, in corrispondenza dell'angolo basso della figura geometrica; mentre, al centro dello stemma, sempre in oro, era posizionata la sigla USI, le cui lettere erano sovrapposte ed elegantemente intrecciate tra loro. È interessante evidenziare che di tale stemma fu realizzata, anche, una serie di distintivi a spilla, ove non compariva affatto l'azzurro: l'emblema, infatti, era contraddistinto da un fondo che, «imprevedibilmente», si presentava di un inconsueto color porpora.

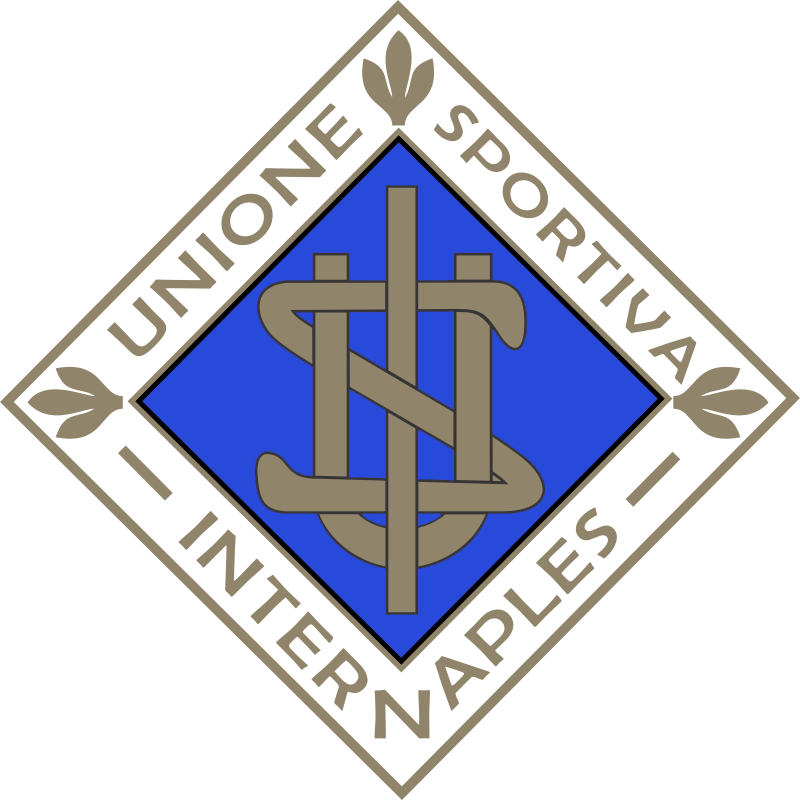
Stemma dell'Internaples
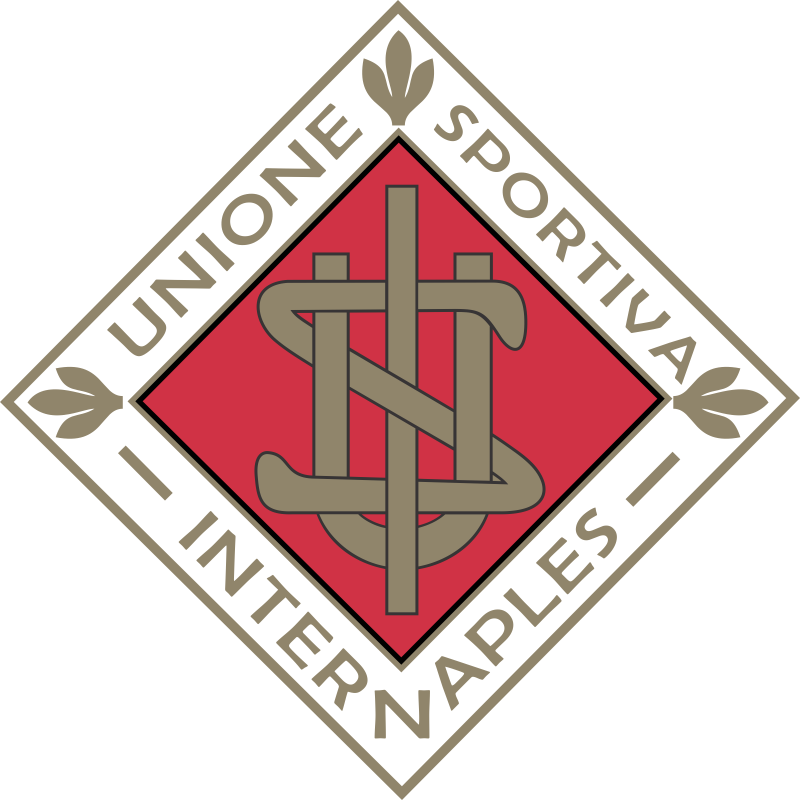
Variante con fondo porpora

## Strutture

### Stadio
Nei primi tempi, prima di trasferirsi progressivamente allo Stadio Militare dell'Arenaccia, l'Internaples disputava le proprie partite interne ad Agnano, nello stesso campo dell'Unione Sportiva Internazionale Napoli.

## Allenatori e presidenti
| Allenatori - 1924-1925 Bino Skasa - 1925-1926 Carlo Carcano | Presidenti - 1922-1925 Emilio Reale - 1925-1926 Giorgio Ascarelli |

## Palmarès

### Altri piazzamenti
- Campionato dell'Italia Meridionale

secondo posto: 1925-1926

## Statistiche e record

### Partecipazione ai campionati
| Livello | Categoria       | Partecipazioni | Debutto   | Ultima stagione | Totale |
| ------- | --------------- | -------------- | --------- | --------------- | ------ |
| 1º      | Prima Divisione | 4              | 1922-1923 | 1925-1926       | 4      |